# Vásárosmiske
Vásárosmiske község Vas vármegyében, a Sárvári járásban.

## Fekvése
A Kemenesalján található.
A szomszédos települések: északkelet felől Mesteri, kelet felől Kemeneskápolna, délkelet felől Köcsk, délnyugat felől Káld, nyugat felől Gérce, északnyugat felől pedig Sitke.

### Megközelítése
Csak közúton közelíthető meg: a legközelebbi város, Celldömölk központja felől Mesteri érintésével, illetve Gérce irányából a 8432-es, Celldömölk Alsóság városrésze és Kemeneskápolna felől pedig a 8433-as úton. Határszélét délnyugaton érinti még a 84-es főút, illetve keleten a 8456-os út is.
Vasútvonal ma már nem érinti, a legközelebbi vasúti csatlakozási lehetőséget a négy vasútvonal által is érintett Celldömölk vasútállomás kínálja, mintegy 12 kilométerre északkeletre.

## Története
Első ismert okleveles említése 1272-ből származik. Egykor mezőváros volt, országos vásártartási joggal rendelkezett. Lakossága jelenleg 395 fő, a XX. század közepén még 800-an lakták.

## Közélete

### Polgármesterei
- 1990–1994: Bándli Endre (független)[3]
- 1994–1998: Borbély László (független)[4]
- 1998–2002: Borbély László (független)[5]
- 2002–2006: Borbély László (független)[6]
- 2006–2010: Ivánkovics Ferenc (független)[7]
- 2010–2014: Ivánkovics Ferenc (független)[8]
- 2014–2019: Ivánkovics Ferenc (független)[9]
- 2019–2024: Ivánkovics Ferenc (független)[10]
- 2024– : Ivánkovics Ferenc (független)[1]

## Népesség
A település népességének változása:
| Lakosok száma | 349  | 349  | 355  | 376  | 350  | 348  | 348  |
|               | 2013 | 2014 | 2015 | 2021 | 2022 | 2023 | 2024 |

A 2011-es népszámlálás során a lakosok 90,1%-a magyarnak, 1,7% németnek mondta magát (9% nem nyilatkozott; a kettős identitások miatt a végösszeg nagyobb lehet 100%-nál). A vallási megoszlás a következő volt: római katolikus 65,4%, református 1,7%, evangélikus 11%, felekezet nélküli 2,9% (18,9% nem nyilatkozott).
2022-ben a lakosság 90,6%-a vallotta magát magyarnak, 2,3% németnek, 0,6% ukránnak, 0,3-0,3% románnak, görögnek és szlováknak, 1,7% egyéb, nem hazai nemzetiségűnek (7,7% nem nyilatkozott; a kettős identitások miatt a végösszeg nagyobb lehet 100%-nál). Vallásuk szerint 53,7% volt római katolikus, 9,1% evangélikus, 0,3% ortodox, 0,3% református, 0,3% egyéb keresztény, 1,1% egyéb katolikus, 5,1% felekezeten kívüli (30% nem válaszolt).

## Nevezetességei
Templomának titulusa: Mindenszentek. Mai formájában 1791-ben épült, oltárképe Dorfmeister István alkotása.
Levendulaháza a munkanélküliek és csökkent munkaképességűek foglalkoztatásáról gondoskodik, a magyar katolikus egyház támogatásával, az itt őshonos levendula visszatelepítésével és feldolgozásával.

## Külső hivatkozások
- A falu honlapja